# Böllen
Böllen es un municipio está ubicado a una altitud de 750 m en el valle del arroyo Böllenbach, un valle lateral del valle del Wiese, en la Selva Negra Meridional en el norte del distrito de Lörrach en Baden-Wurtemberg, Alemania, aproximadamente 40 km al sur de Friburgo. El municipio consiste de los barrios Oberböllen y Niederböllen y la finca Haidflüh. Con sólo 91 habitantes (a finales del año 2011) es el municipio independiente con menos población de todo Baden-Wurtemberg. Es miembro de una asociación administrativa (mancomunidad) con sede en Schönau en la Selva Negra.

## Enlaces
- Wikimedia Commons alberga una categoría multimedia sobre Böllen.
- Página de Böllen en el sitio web de la asociación administrativa